# Château de Dole
Le château de Dole est un ancien château fort du XIe siècle situé à Dole (capitale du comté de Bourgogne au Moyen Âge) dans le Jura en Franche-Comté. Il ne reste rien de l'ancien château à l'exception de vestiges de bâtiments qui avaient été fortifiés au XVIe siècle.
Depuis 1980, le musée des Beaux-Arts de Dole est hébergé dans l'ancien pavillon des officiers du château.

## Historique
La ville de Dole est implantée sur une corniche calcaire qui domine un méandre du Doubs à l'entrée de la vallée du Doubs (Dol signifiant « colline qui surplombe un méandre »).[réf. nécessaire]
Le comté de Bourgogne (à peu près la Franche-Comté actuelle) est fondé dans les 980, au début de la féodalité par le comte Otte-Guillaume de Bourgogne. Au XIe siècle les comtes de Bourgogne qui circulent alors entre leurs châteaux de résidence de Quingey, Poligny et Gray font de Dole leur lieu de résidence principal (à défaut de Besançon, archevêché devenu ville libre d'Empire en 1043 avec le prince-évêque Hugues Ier de Salins et l'empereur germanique Henri III du Saint-Empire).[réf. nécessaire]

Fortifications de Dole et ruines du château au XVIIe siècle
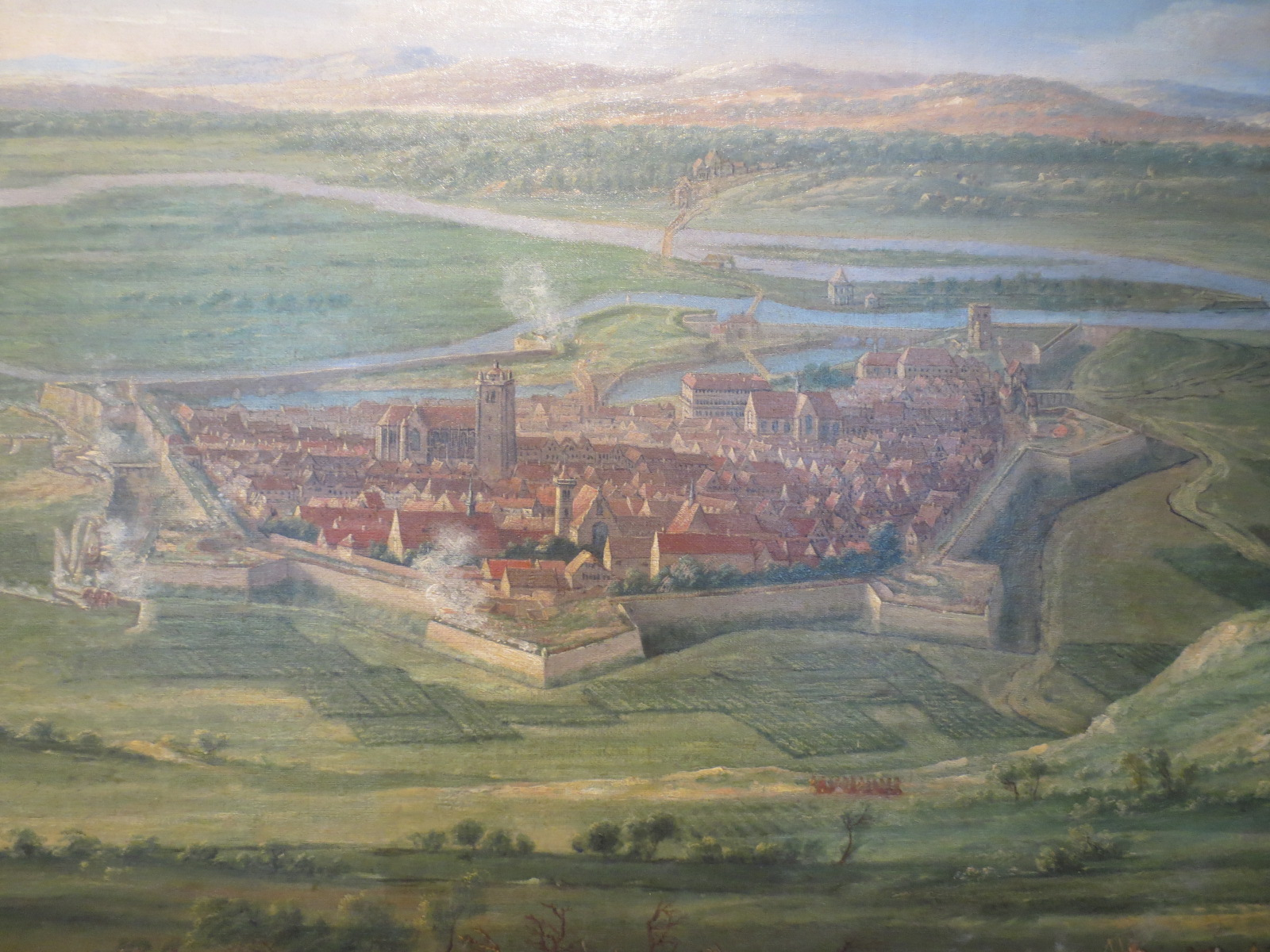
Siège de Dole, 1674, guerre de Hollande
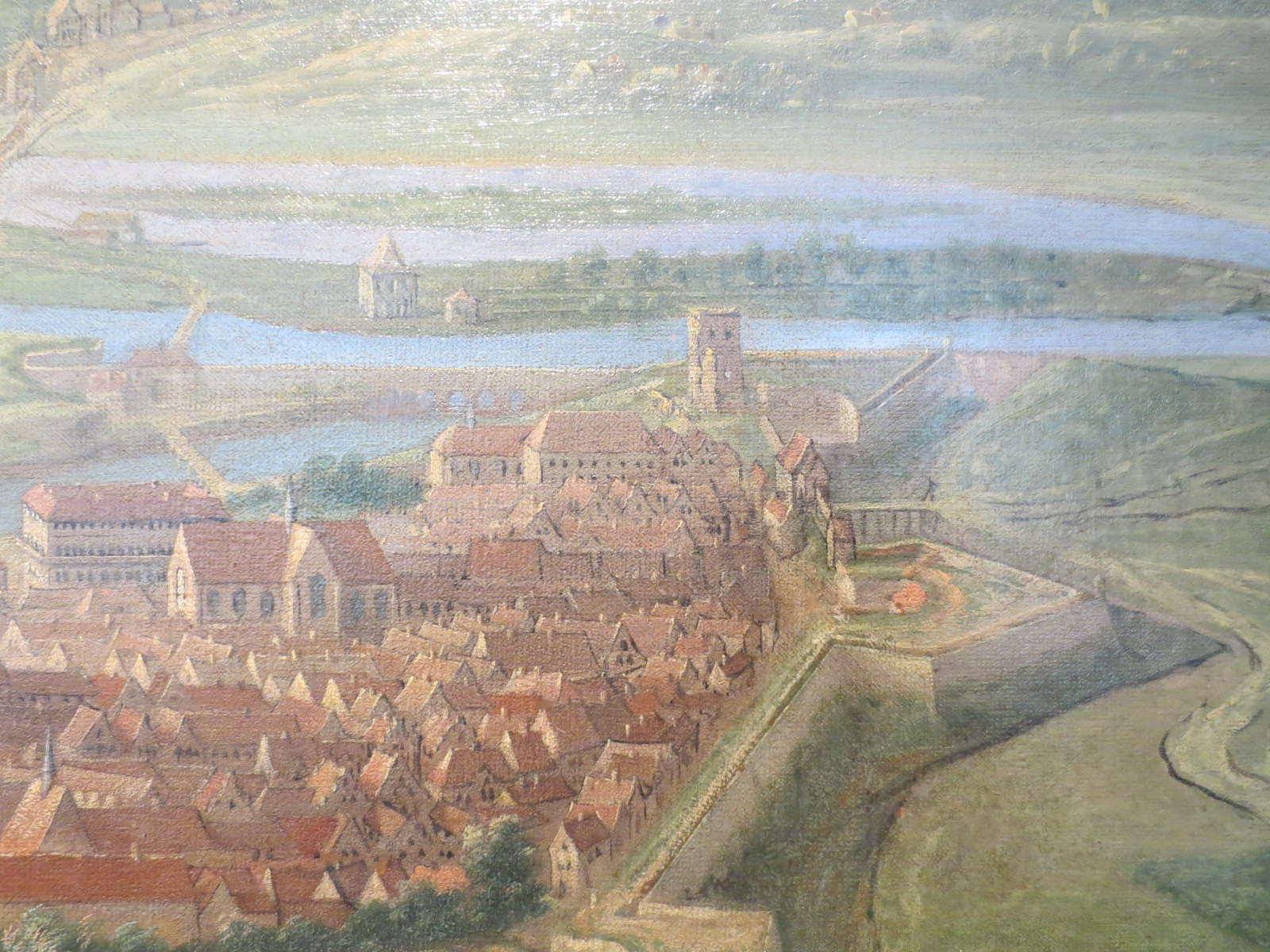
Château en ruine, détail précédent
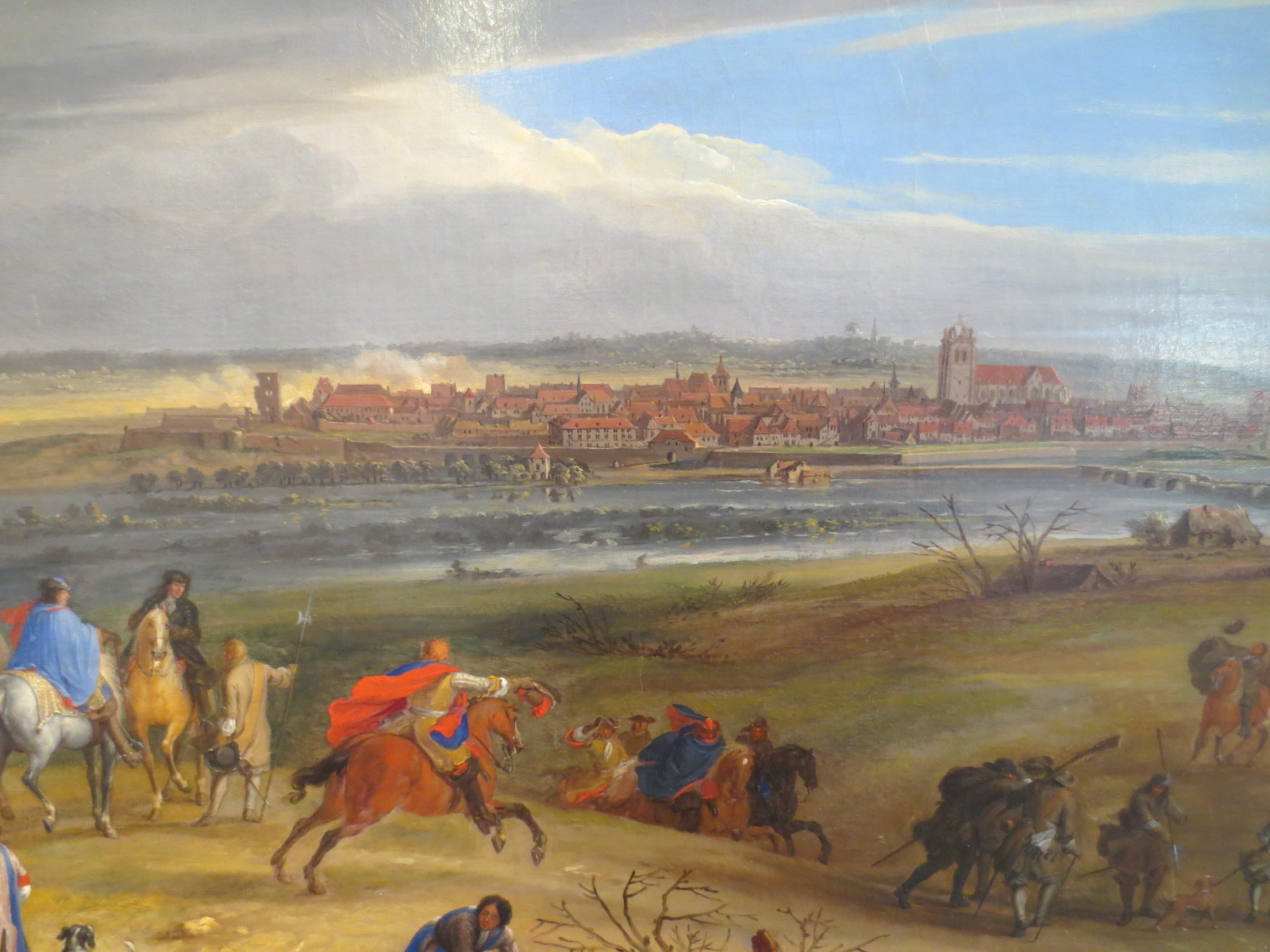
Siège de Dole par Louis XIV et le Grand Condé, 1668, guerre de Hollande

Ils font construire le château fort de Dole aux portes du bourg, sur l'actuelle rue du Vieux Château, en surplomb du Doubs afin de contrôler le commerce fluvial et, notamment, la riche exploitation du sel du Jura.
Au XIIe siècle, le comte Renaud III de Bourgogne donne un important essor à la cité en y faisant construire d'imposantes murailles et en encourageant le développement de l'agriculture, du commerce, de l'artisanat et de l'industrie. Son gendre l'empereur germanique Frédéric Barberousse fait agrandir le château.[réf. nécessaire]

Tableaux de Dole fortifié au XVIIe siècle, musée des beaux-arts
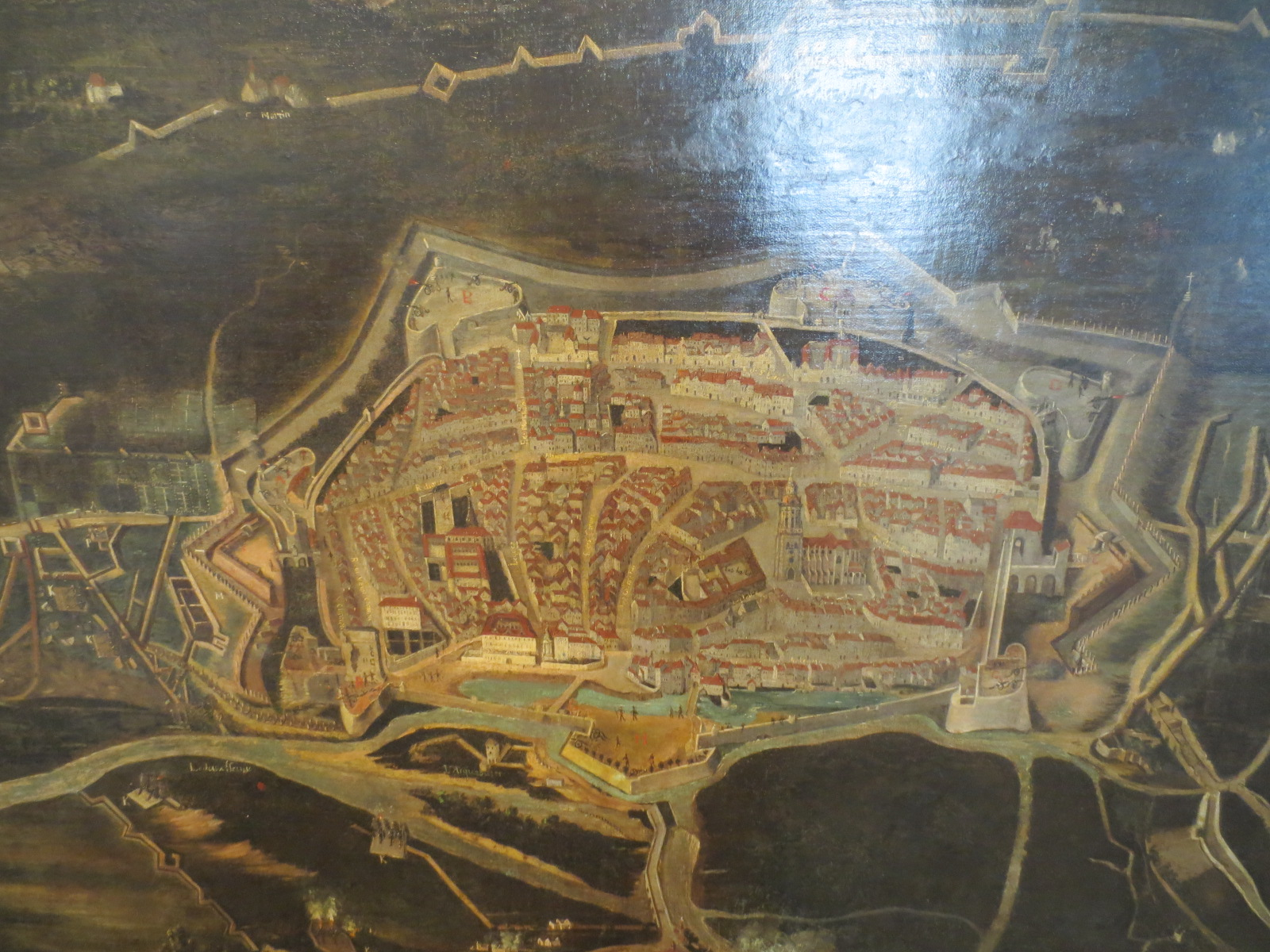
Siège de Dole par le Grand Condé, 1636
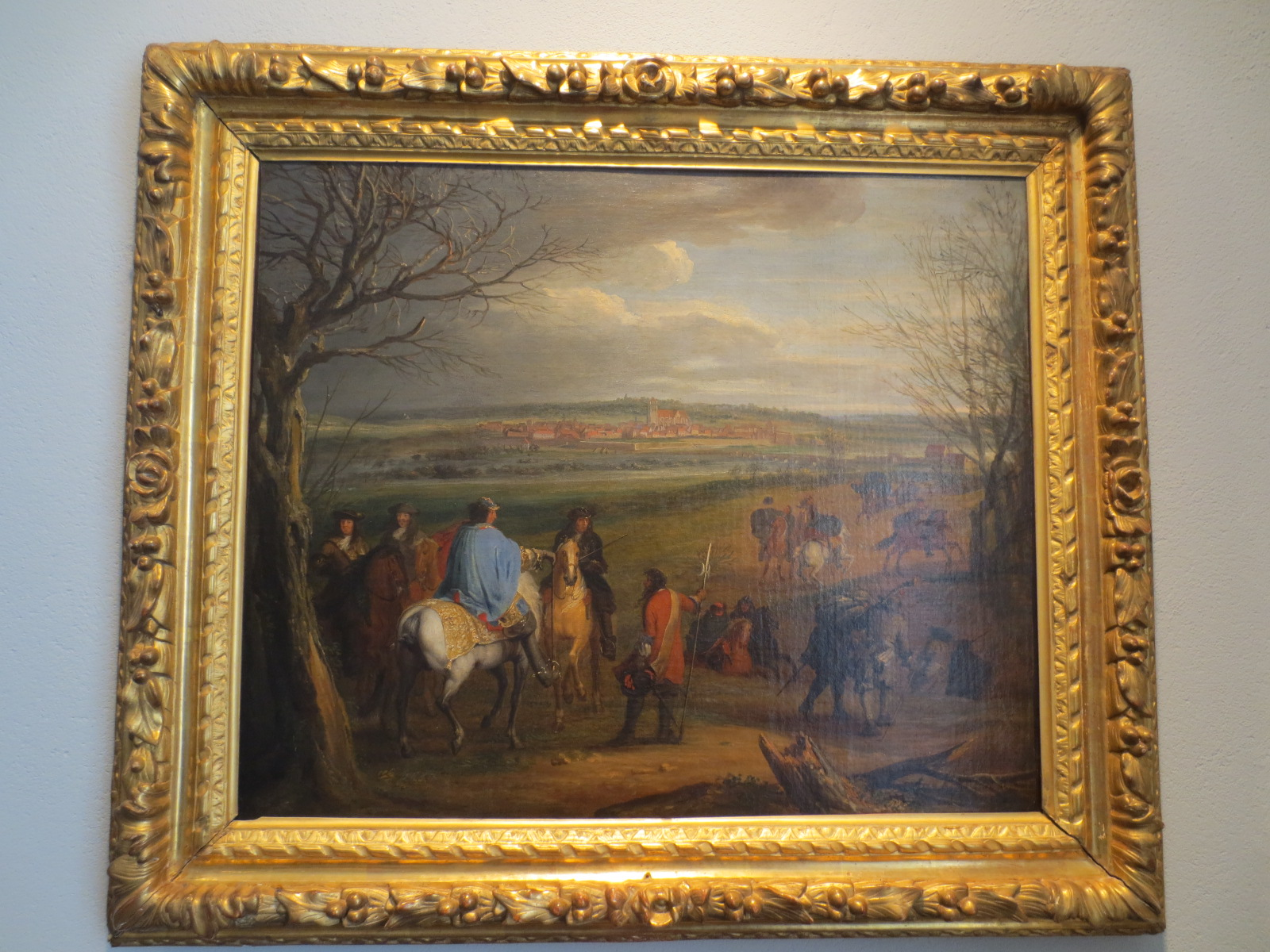
Siège de Dole par Louis XIV et le Grand Condé, guerre de Hollande, 1668
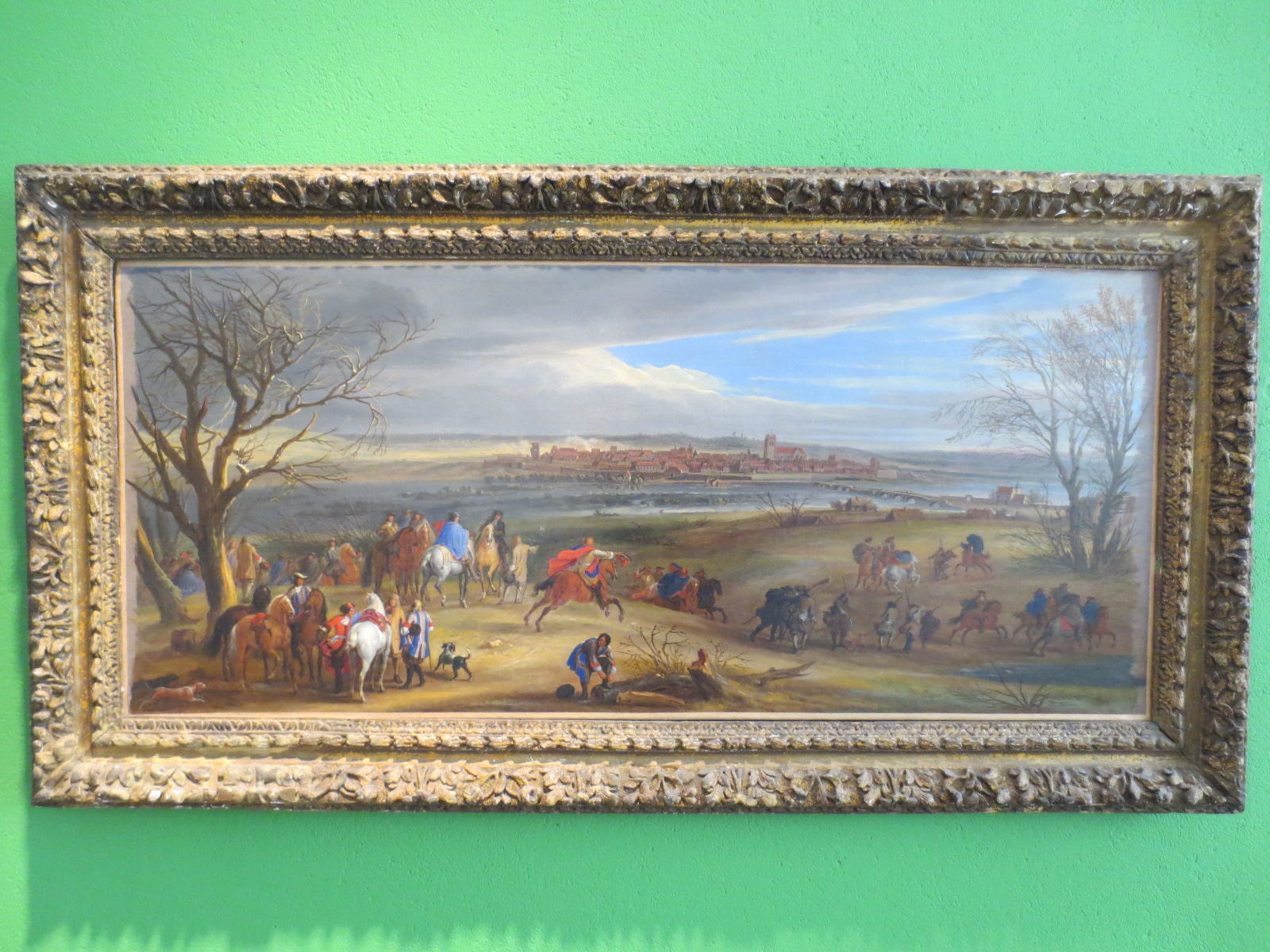
Siège de Dole par Louis XIV et le Grand Condé, guerre de Hollande, 1668
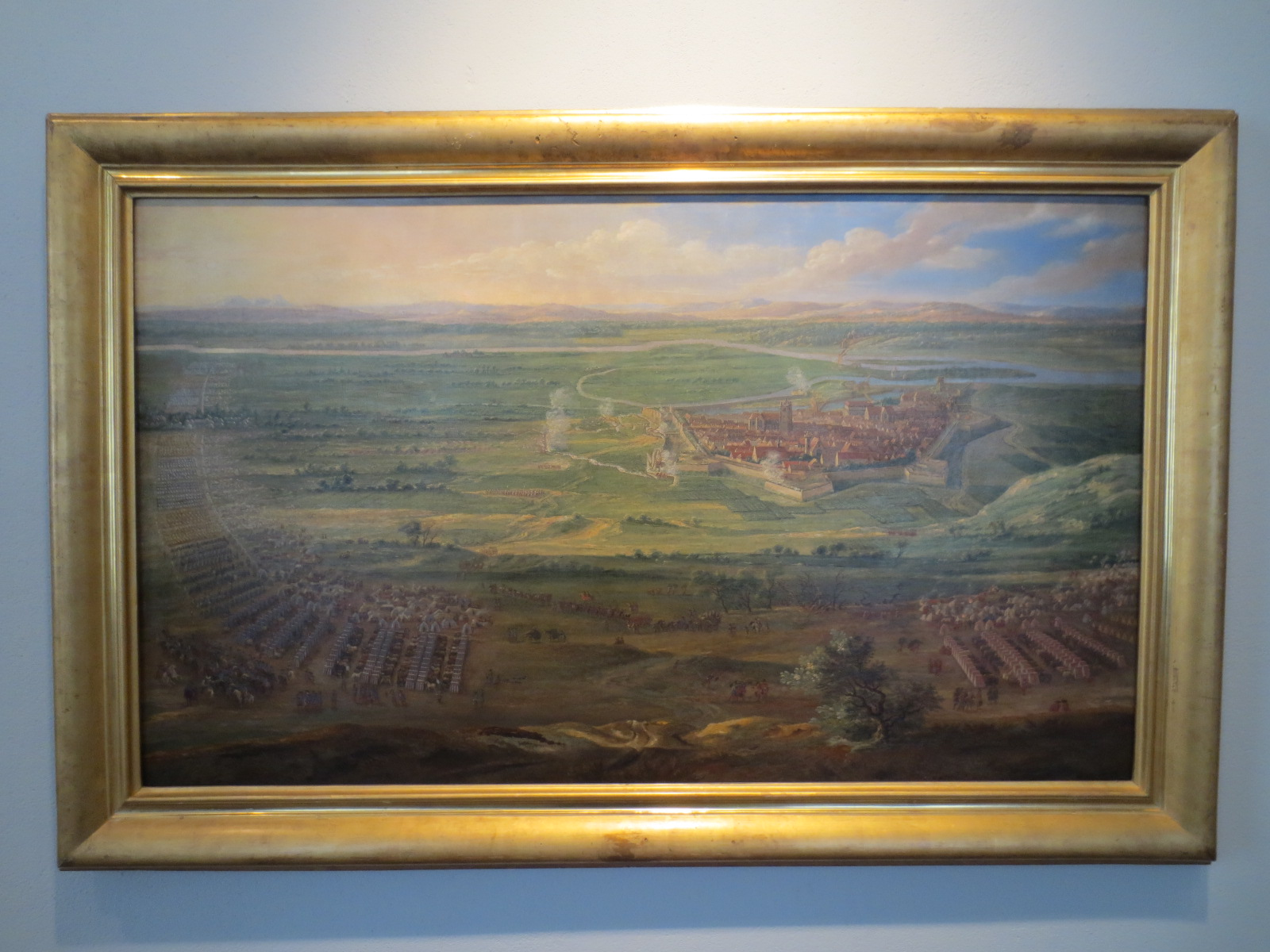
Siège de Dole par Louis XIV, guerre de Hollande, 1674

En 1386, le duc et comte Philippe II de Bourgogne (Philippe le Hardi) uni le comté de Bourgogne au duché de Bourgogne par mariage avec la comtesse Marguerite III de Flandre et fait de Dole la capitale officielle du comté de Bourgogne en fixant le siège du parlement du comté de Bourgogne dans la cité.
En 1423, le duc et comte Philippe III de Bourgogne (Philippe le Bon) inaugure l'université de Dole. Pendant la période des États Bourguignons, la capitale comtoise devient une des villes les plus rayonnantes d'Europe et connaît un âge d’or malgré de nombreux conflits contre le royaume de France, l'empire germanique et les Suisses.
En 1477, le duc-comte de Bourgogne, Charles le Téméraire décède lors de la bataille de Nancy. Son héritière Marie de Bourgogne épouse le futur empereur germanique Maximilien Ier du Saint-Empire.
En 1479, à la suite de son échec de tentative de reconquête de 1477, le roi Louis XI prend la ville de Dole et son château qui sont incendiés et rasés avec interdiction de reconstruction (le donjon en ruines subsiste un temps). Il fait massacrer les habitants pour se venger de leur farouche résistance à la conquête française (succession de Charles le Téméraire). De nombreuses villes et vassaux du comté subissent le même sort et près d'une centaine de châteaux forts comtois sont alors également rasés. [réf. nécessaire]

Parties subsistantes du XVIe siècle
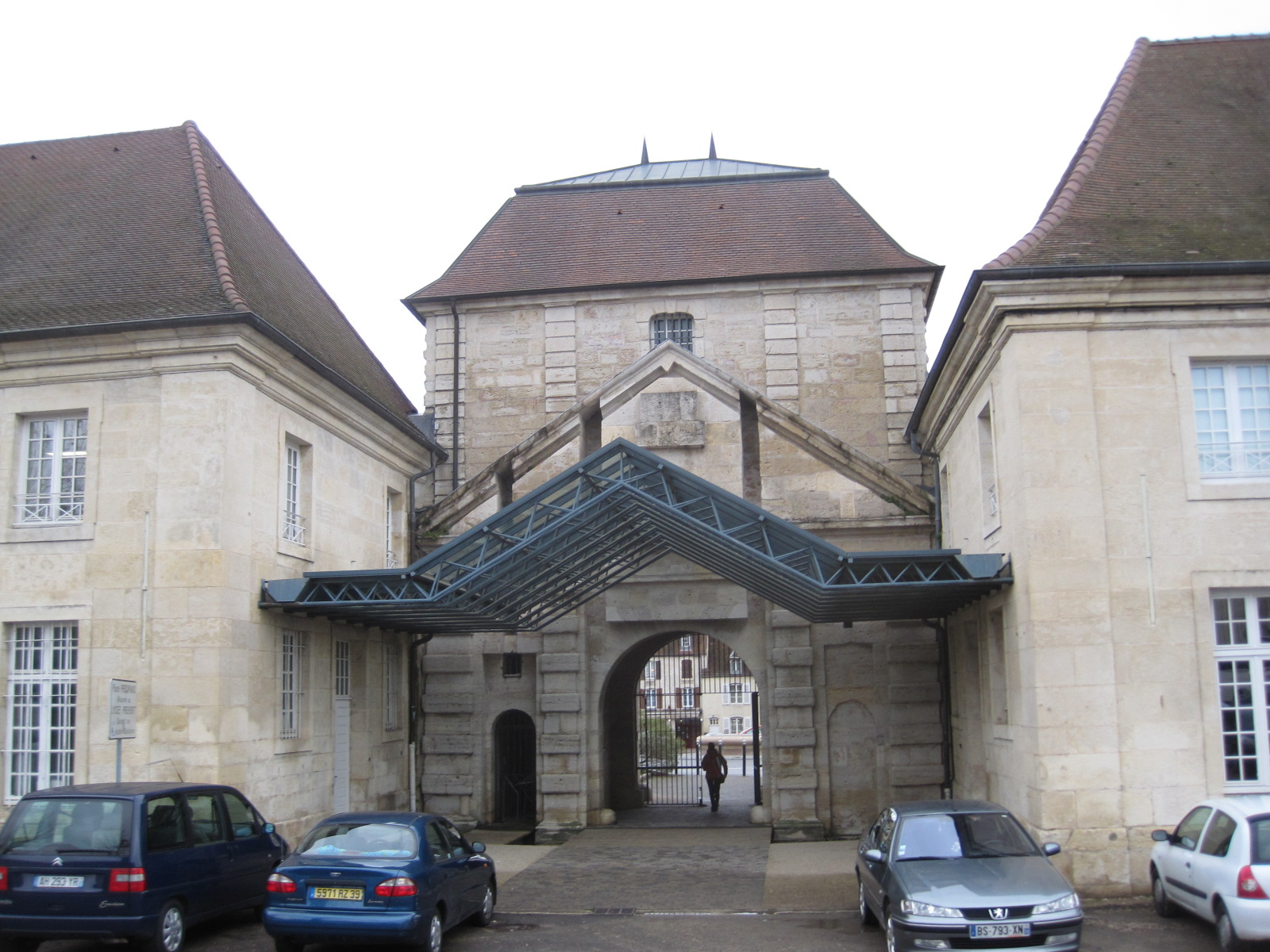
Porte de ville à pont-levis du XVIe siècle, sur le site de l'ancien château, rue du vieux château, à Dole.
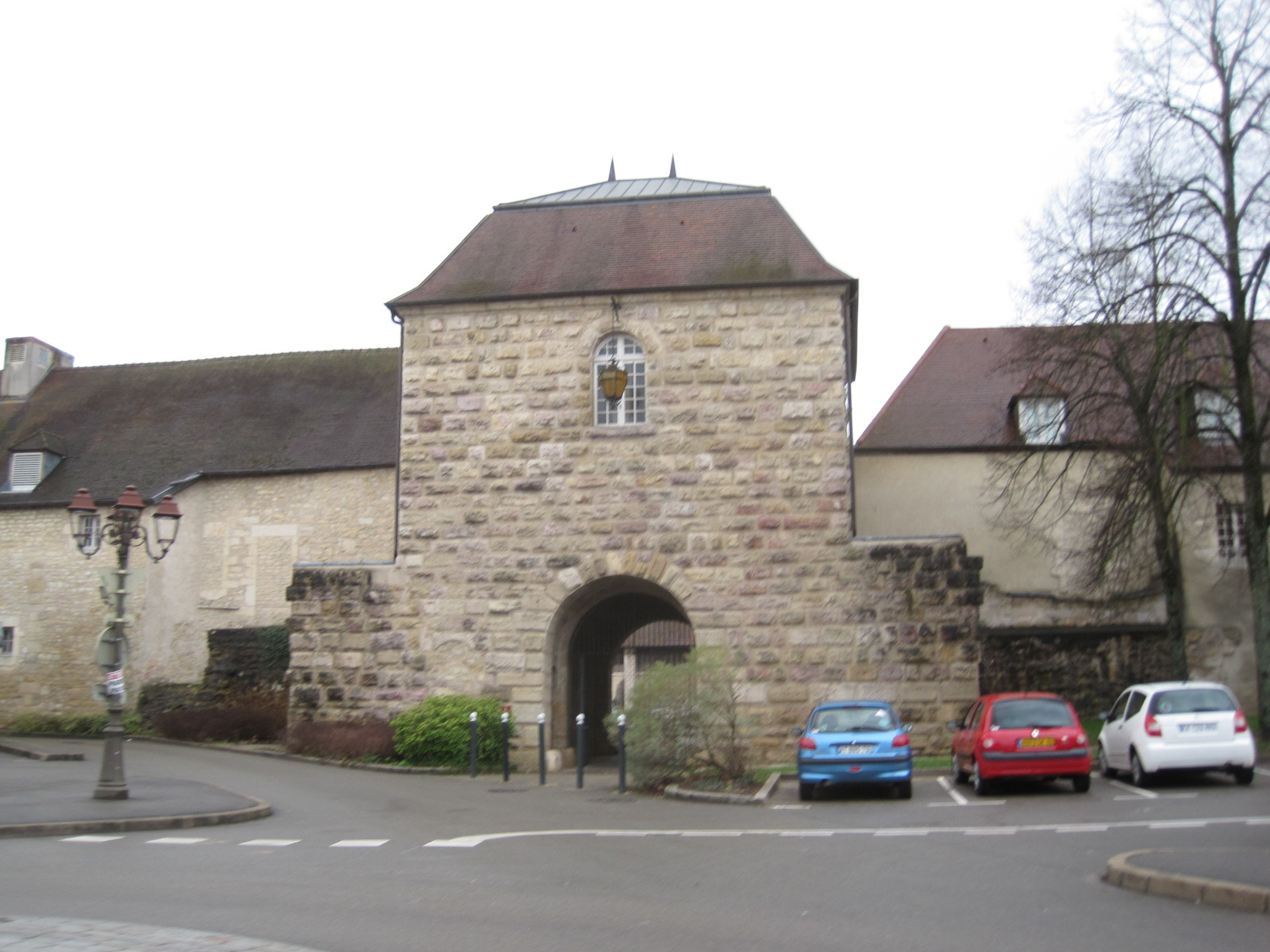
Porte d’Arans, XVIe siècle, sur le site de l'ancien château.
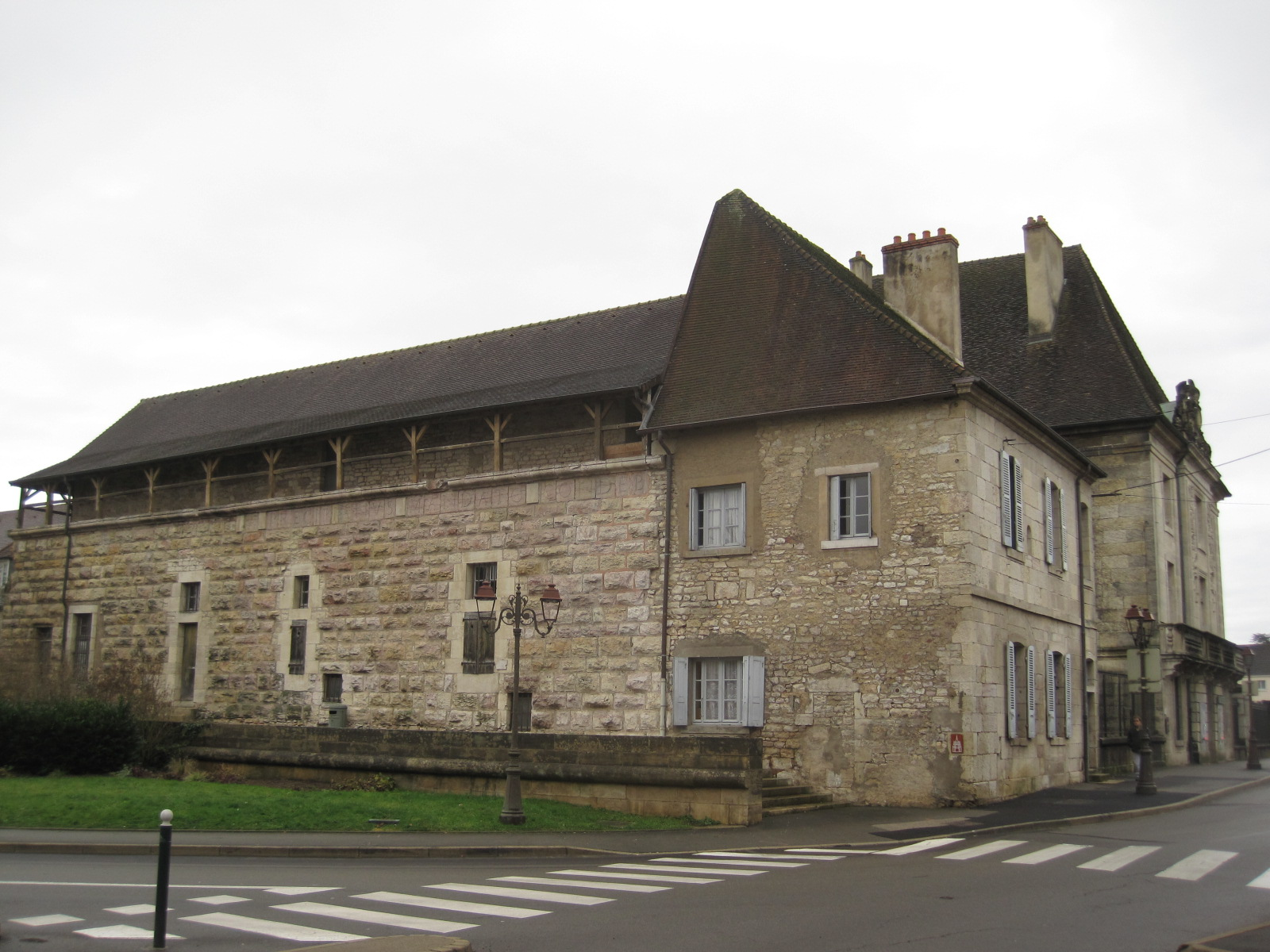
Courtine casematée, XVIe siècle, sur le site de l'ancien château.
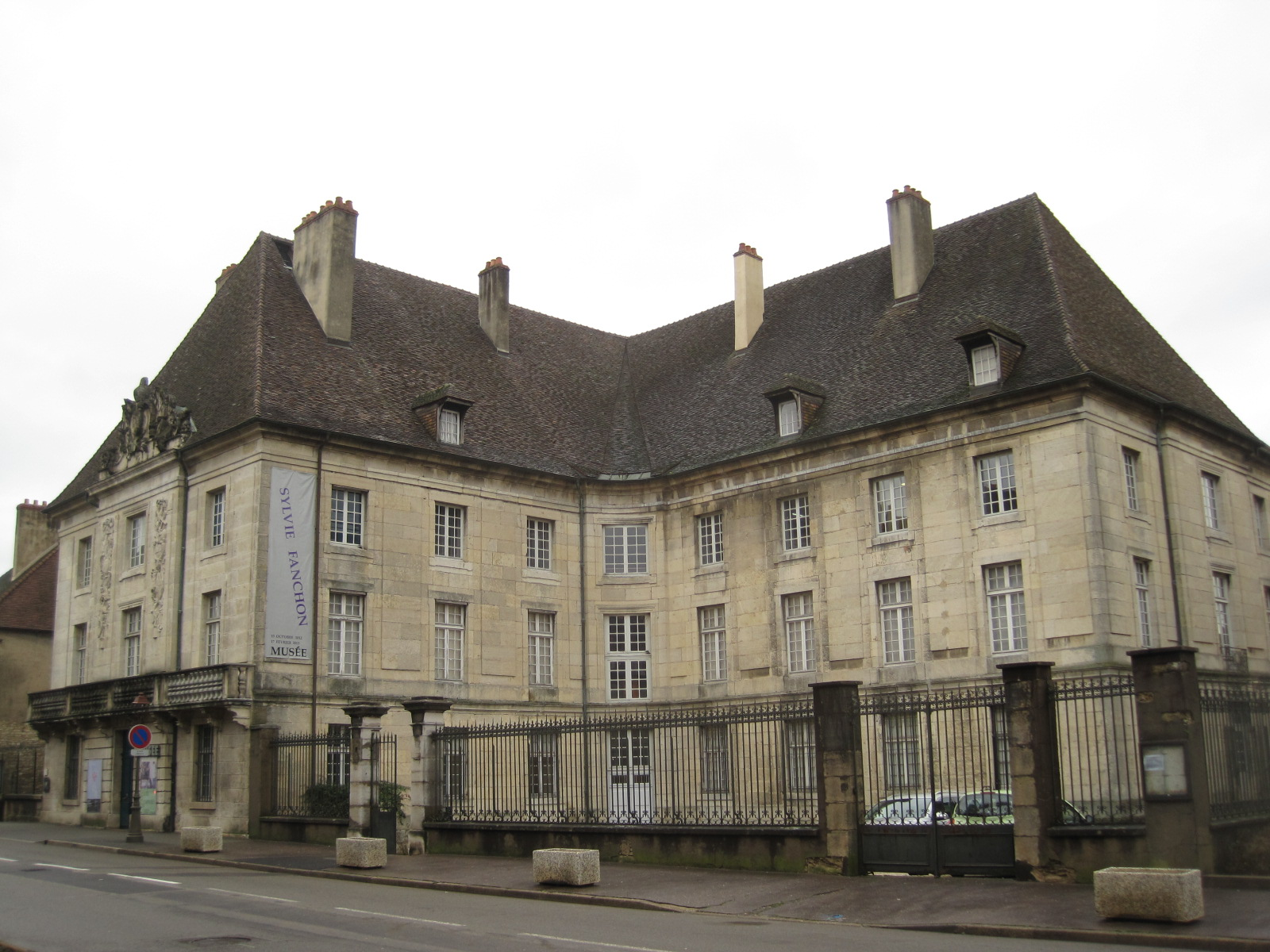
Pavillon des officiers, XVIIIe siècle, actuel musée des beaux-arts de Dole, sur le site de l'ancien château.

En 1482, Dole est reconstruite à la suite du traité d'Arras et, en 1530, l’empereur germanique Charles Quint fait reconstruire des bâtiments fortifiés sur l'emplacement de l'ancien château fort. Ses descendants, rois espagnols font à nouveau prospérer la ville et le comté de Bourgogne. Ainsi, l’université de Dole connaît un second essor.[réf. nécessaire]

Quelques restes d'anciennes fortifications de Dole.
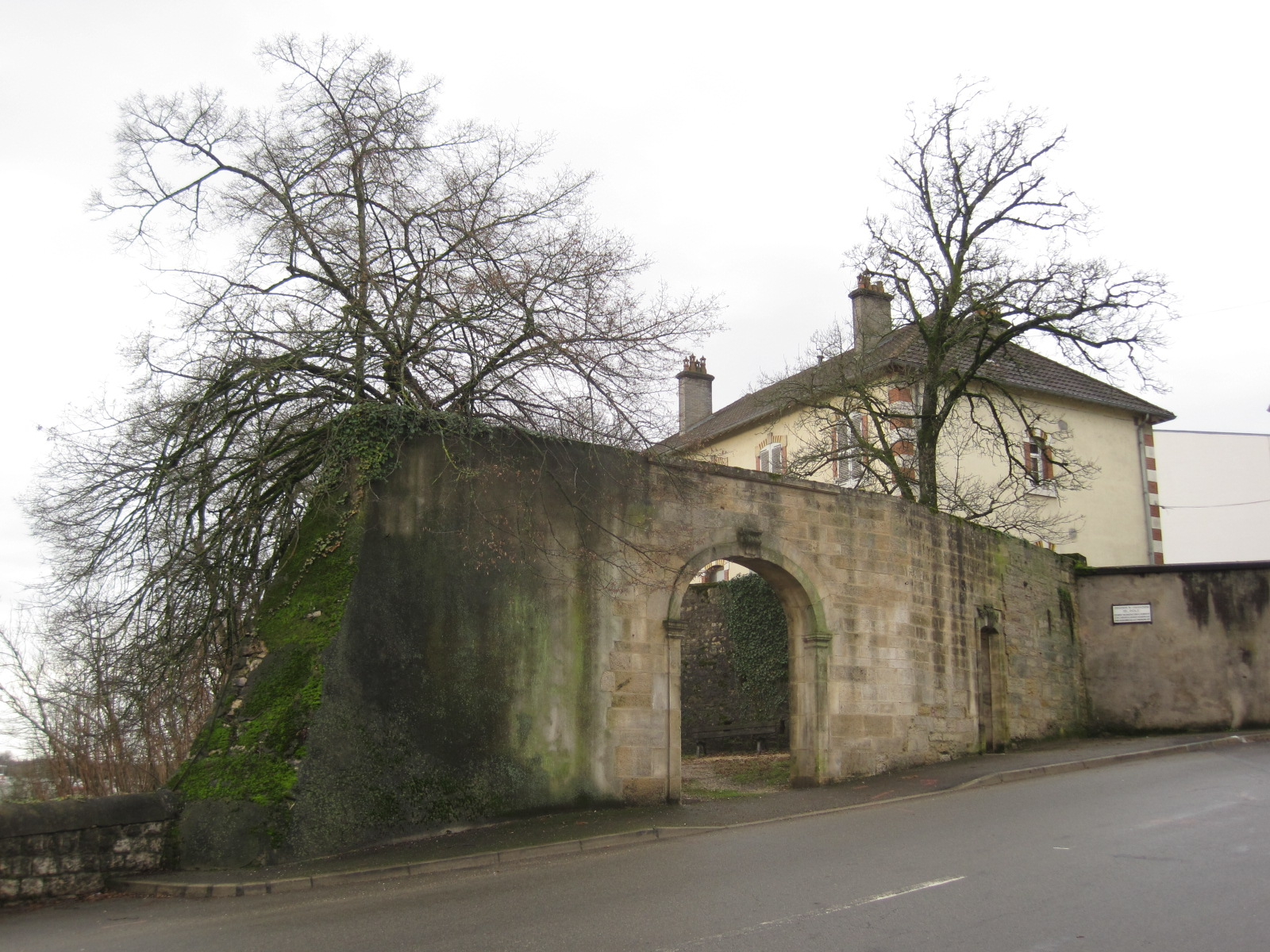
Mur d’enceinte et porte de l'ancien château, rue du vieux château.
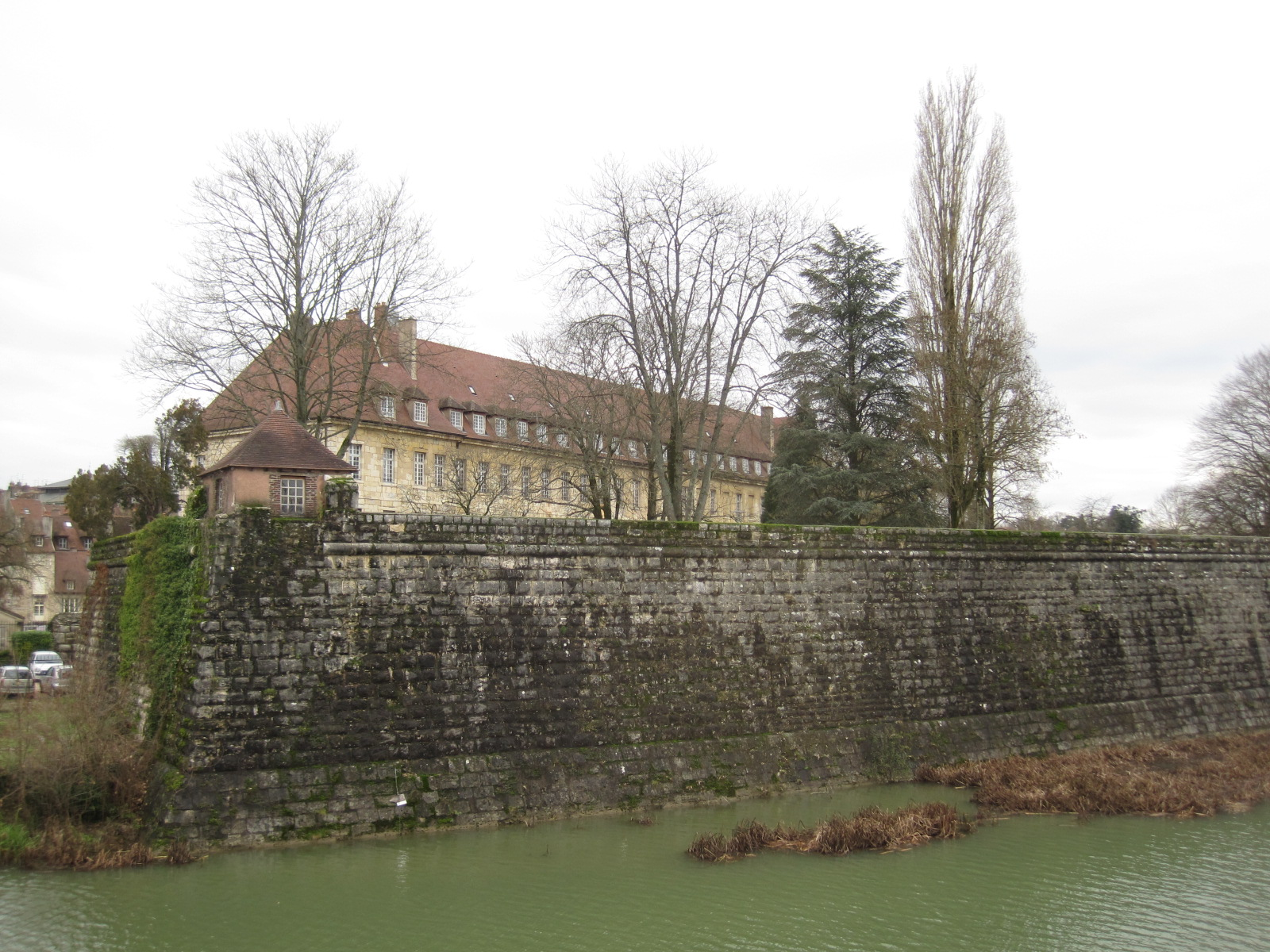
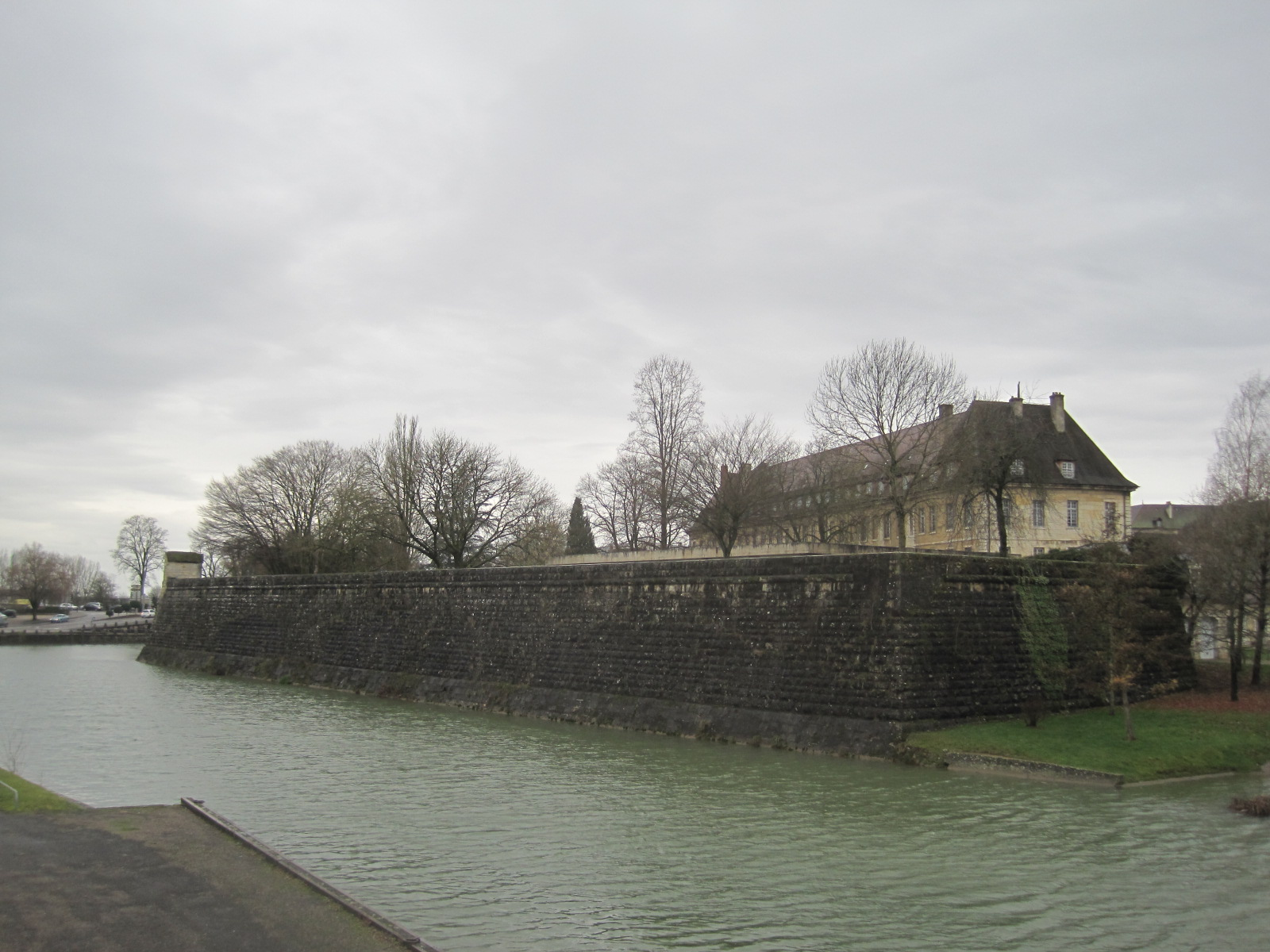
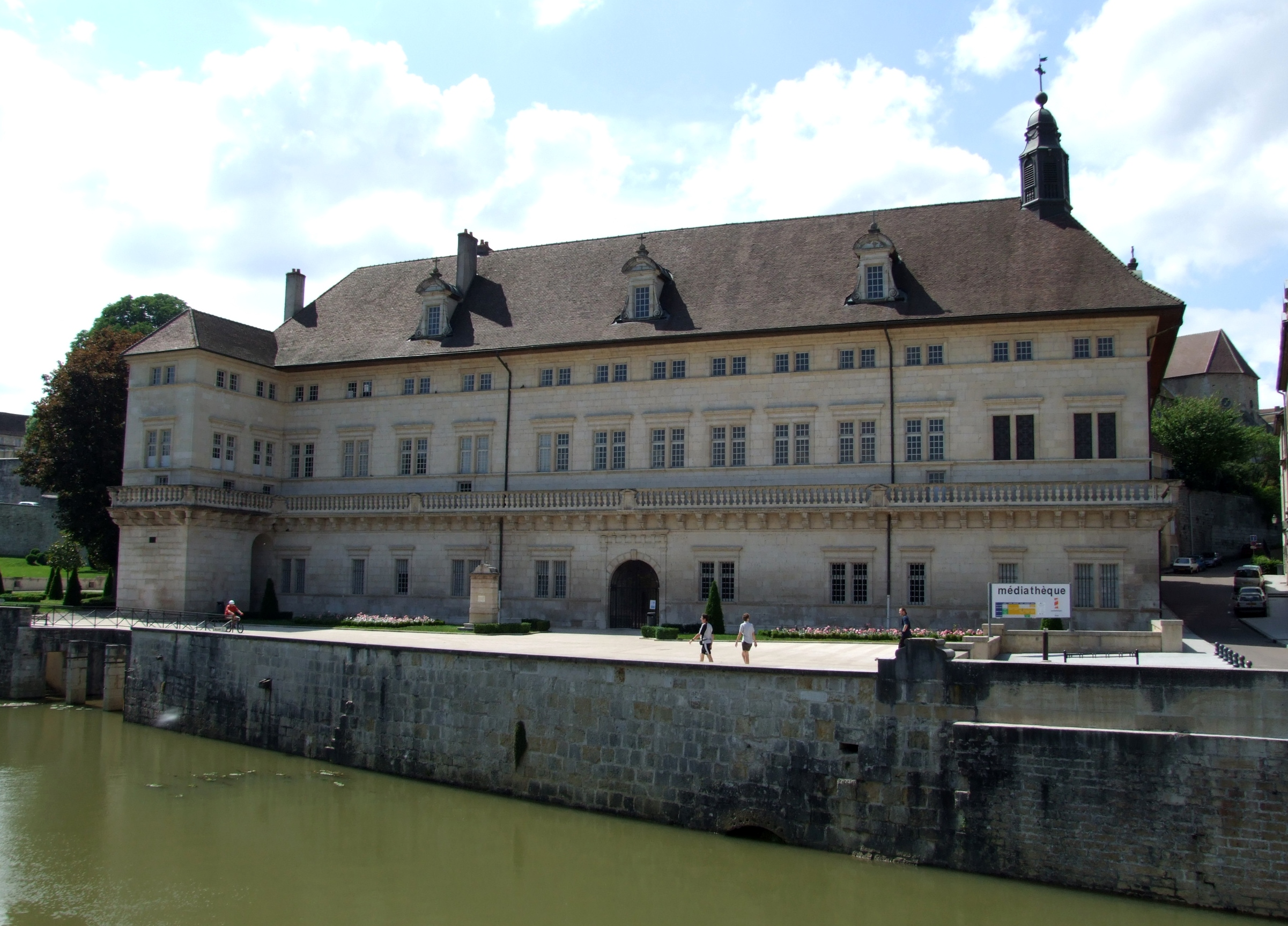
Médiathèque, ancien Hôtel-Dieu de Dole, XVIIe siècle

En 1678, à la suite de la guerre de Hollande, Dole et le comté de Bourgogne sont annexés au royaume de France par le roi Louis XIV (traité de Nimègue), en même temps que Besançon, qui devient alors la capitale de la Franche-Comté.
Depuis 1980, le musée des Beaux-Arts de Dole est hébergé dans l'ancien pavillon des officiers du château.